# 200052 Sinigaglia
200052 Sinigaglia este un asteroid din centura principală de asteroizi.

## Descriere
200052 Sinigaglia este un asteroid din centura principală de asteroizi. A fost descoperit pe 31 iulie 2008 la Skylive de Fabrizio Tozzi și Giovanni Sostero. Asteroidul prezintă o orbită caracterizată de o semiaxă mare de 2,43 ua, o excentricitate de 0,16 și o înclinație de 5,8° în raport cu ecliptica.